# Le Grand-Quevilly
Le Grand-Quevilly (auch: Grand-Quevilly) ist eine französische Gemeinde mit 25.954 Einwohnern (Stand 1. Januar 2022) im Département Seine-Maritime in der Region Normandie. Sie ist Hauptort des Kantons Le Grand-Quevilly und liegt sieben Kilometer südwestlich von Rouen an der Seine. Der Flusslauf begrenzt die Gemeinde im Westen. Die Einwohner werden Grand-Quevillais bzw. Grand-Quevillaise genannt.

## Nachbargemeinden
| Rouen    | Le Petit-Quevilly                           | Sotteville-lès-Rouen     |
| Canteleu | Kompassrose, die auf Nachbargemeinden zeigt | Saint-Étienne-du-Rouvray |
|          | Petit-Couronne                              |                          |

## Bevölkerungsentwicklung
- 1962: 18 727
- 1968: 25 611
- 1975: 31 963
- 1982: 31 650
- 1990: 27 658
- 1999: 26 679
- 2006: 26 226
- 2017: 25 698

## Geschichte
1027 wird der Ort als Cheivillei (latinisiert: Cavilleinum) erwähnt. Ab dem 14. Jahrhundert gibt es die Differenzierung von Grand- und Petit-Quevilly. 

## Partnerstädte
- Ness Ziona, Israel, seit 1964,
- Morondava, Madagaskar, seit 1964,
- Laatzen, Niedersachsen, seit 1966,
- Lévis, Kanada, Quebec, seit 1969,
- Hinckley[1], Vereinigtes Königreich, seit 1976.

Quelle:

## Sehenswürdigkeiten
- Kirche Saint-Pierre aus dem 16. Jahrhundert
- Kirche Saint-Bernadette
- Zehntscheune (Grange dîmière) von Grand Aulnay
- Britischer Soldatenfriedhof
- Veranstaltungszentrum „Zénith de Rouen“
- Herrenhaus von Grand Aulnay
- Der Parc des expositions de Rouen

## Persönlichkeiten
- Marc-Antoine Girard de Saint-Amant (1594–1661), Dichter
- Césaire Levillain (1885–1944), Schulleiter und Widerstandskämpfer
- Claude Germon (* 1934), Politiker (PS)
- Jean-Marc Lange (* 1945), Maler
- Laurent Fabius (* 1946), Politiker (PS), Außenminister
- Franck Dubosc (* 1963), Comedian
- Philippe Torreton (* 1965), Schauspieler und Politiker
- David Boulanger (* 1974), Leichtathlet (Gehen über 50 Kilometer)
- Ugo Legrand (* 1989), Judoka, Europameister und Bronzemedaillengewinner (Olympia 2012)
- Gladys Verhulst-Wild (* 1997), Radrennfahrerin